# ۱۸۴ (میلادی)
۱۸۴ (میلادی) صد و هشتاد و چهارمین سال تقویم میلادی است.
‎